# Armoiries de la Sierra Leone
Les armoiries de la Sierra Leone furent créées par le collège héraldique du Royaume-Uni et furent déclarées officielles en 1960.

## Caractéristiques
Elles sont composées d'un lion d'or, sur un fond de sinople et surmonté par un bord d'argent en zigzag, qui représente les montagnes du lion, qui donnent le nom au pays. Au sommet, trois torches symbolisent l'éducation et le progrès. À la base, on peut voir deux ondes d'azur qui symbolisent la mer. Deux lions soutiennent les armes coloniales. Les trois couleurs principales du blason, sinople-argent-azur, sont celles du drapeau national. Le vert représente l'agriculture et les ressources naturelles, le bleu représente le port de Freetown et le blanc représente l'unité et la justice. Dans la partie inférieure, sur une ceinture d'argent, on peut lire la devise nationale, en anglais : Unity, Freedom, Justice (« Unité, Liberté, Justice »).